# László Krasznahorkai
László Krasznahorkai (Gyula, 5 januari 1954) is een Hongaars schrijver en scenarist. Zijn werk wordt beschouwd als postmodern en hij snijdt vaak dystopische en melancholische thema's aan. In 2015 werd hem de prestigieuze Man Booker International Prize toegekend. 

## Werken van László Krasznahorkai
Bij uitgeverij Wereldbibliotheek verschenen in Nederlandse vertaling:
- Satanstango (2012); vertaald door Mari Alföldy, oorspr. titel Sátántangó (1985). Nederlandse vertaling bekroond met de Filter-vertaalprijs. Verfilmd door Béla Tarr: Sátántangó
- De melancholie van het verzet (2016); vertaald door Mari Alföldy, oorspr. titel Az ellenállás melankóliája (1989)
- Baron Wenckheim keert terug (2019); vertaald door Mari Alföldy, oorspr. titel Báró Wenckheim hazatér (2016)
- Oorlog en oorlog (2022); vertaald door Mari Alföldy, oorspr. titel Háború és háború (1999)
- Herscht 07769  (2023); vertaald door Mari Alföldy, oorspr. titel Herscht 07769 (2021)

- Bibsys: 90605984
- Biblioteca Nacional de España: XX1559252
- Bibliothèque nationale de France: cb123017364 (data)
- Catàleg d'autoritats de noms i títols de Catalunya: 981058528676306706
- CiNii: DA0964823X
- Digitale Bibliotheek voor de Nederlandse Letteren: lasz003
- Gemeinsame Normdatei: 122146581
- International Standard Name Identifier: 0000 0001 0922 2820
- Library of Congress Control Number: n91003545
- Nationale Bibliotheek van Letland: 000257937
- Bibliotheek van het Japanse parlement: 01054816
- Nationale Bibliotheek van Tsjechië: jo2003180380
- Nationale Bibliotheek van Israël: 987007298914505171
- Nationale en Universitaire bibliotheek Zagreb: 000300145
- Nederlandse Thesaurus van Auteursnamen: 194947424
- Réseau des bibliothèques de Suisse occidentale: 02-A003472583
- Istituto Centrale per il Catalogo Unico: UFIV064517
- LIBRIS: 302183
- Système universitaire de documentation: 031885713
- Virtual International Authority File: 87286403
- WorldCat: E39PBJqBkjW7H7rHjGWWRCdqQq

1. ↑  http://pim.hu/object.E96BDB8B-7C4E-44FC-A139-1C34E104576D.ivy; Digital Literary Academy.